# فتخاء بيزا

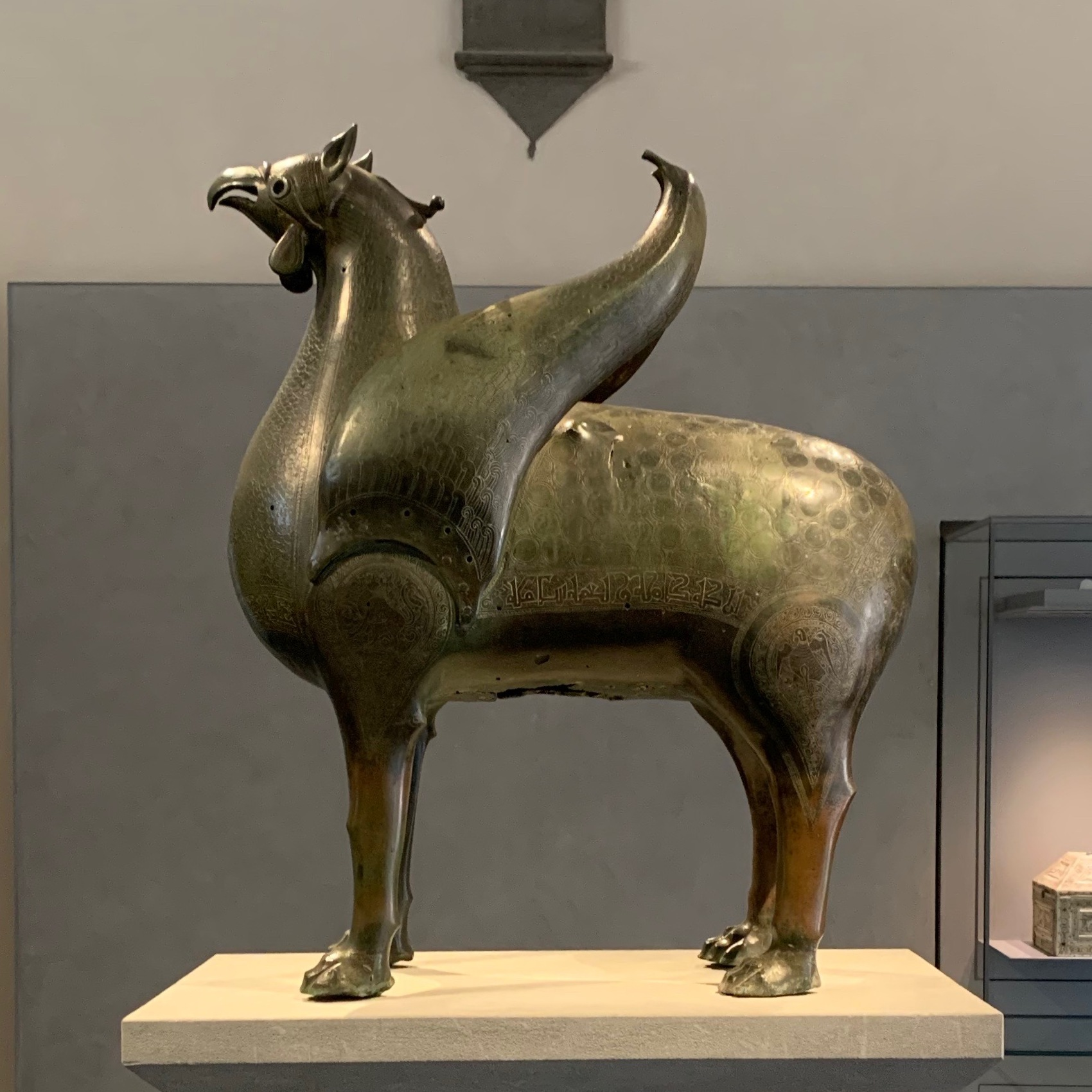
عنقاء بيزا، معروضة في متحف كاتدرائية بيزا

فتخاء بيزا أو عنقاء بيزا أو غرفين بيزا (بالإيطالية: Grifone di Pisa)‏؛ هو تمثال برونزي كبير يرجح أنه أندلسي الصناعة وأنه صُنع في القرن الحادي عشر الميلادي. يوجد التمثال في مدينة بيزا الإيطالية منذ العصور الوسطى، ويمثّل وحشًا أسطوريًا يُعرف بالغرفين.
تُعد عنقاء بيزا أكبر منحوتة إسلامية معدنية معروفة من حيث الحجم؛ إذ يزيد ارتفاعها على ثلاثة أقدام (42.5 بوسة، أي ما يعادل 1.07 مترًا)، وهي تحمل زخارف محفورة مع بعض الأجزاء المبرشمة. وقد وُصفت بأنها أشهر وأجمل وأكبر نماذج المصنوعات البرونزية التي تمثِّل أشكالًا حيوانية في الفن الإسلامي. وهي الآن محفوظة بمتحف كاتدرائية بيزا.

## معرض صور

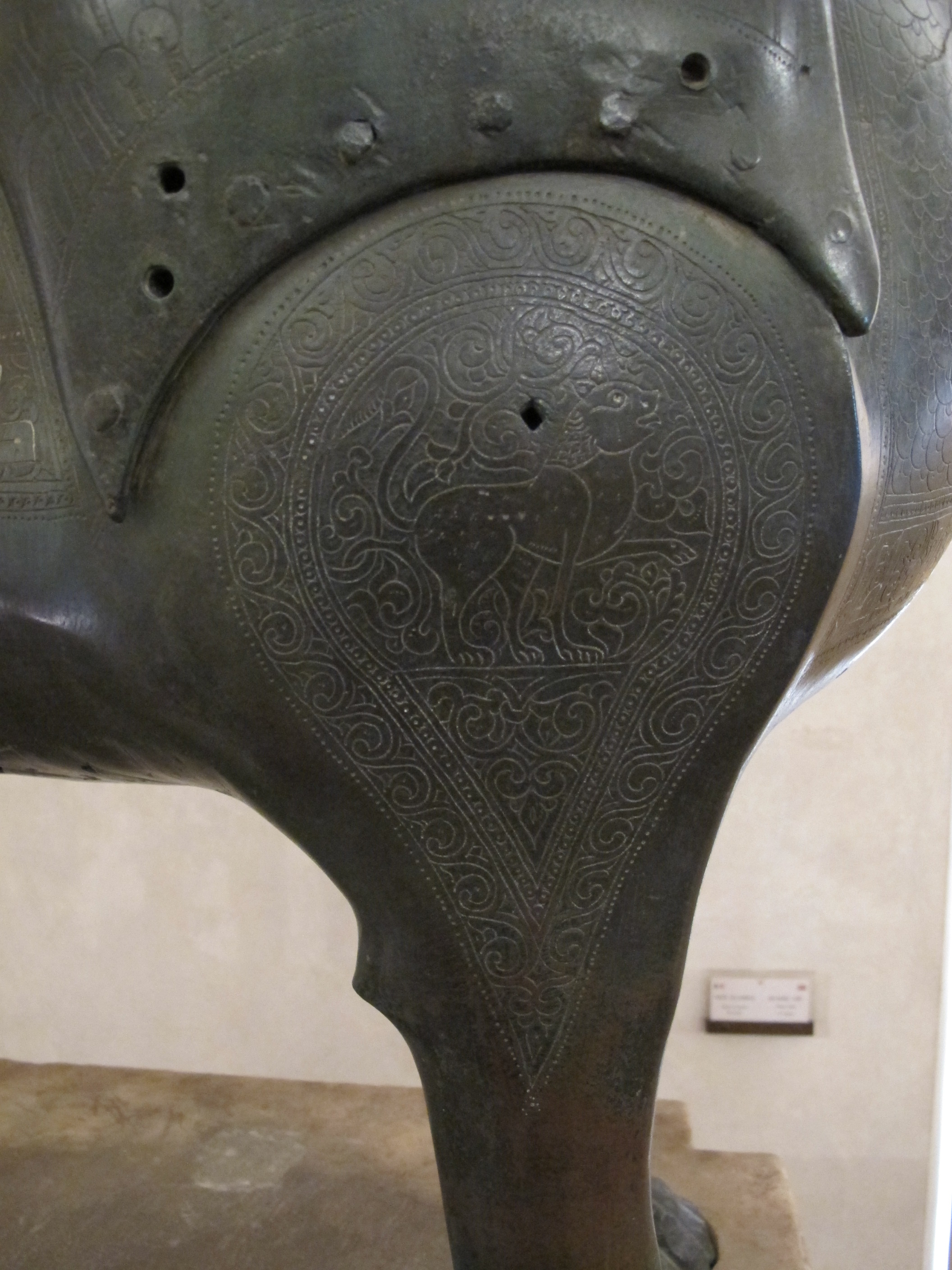
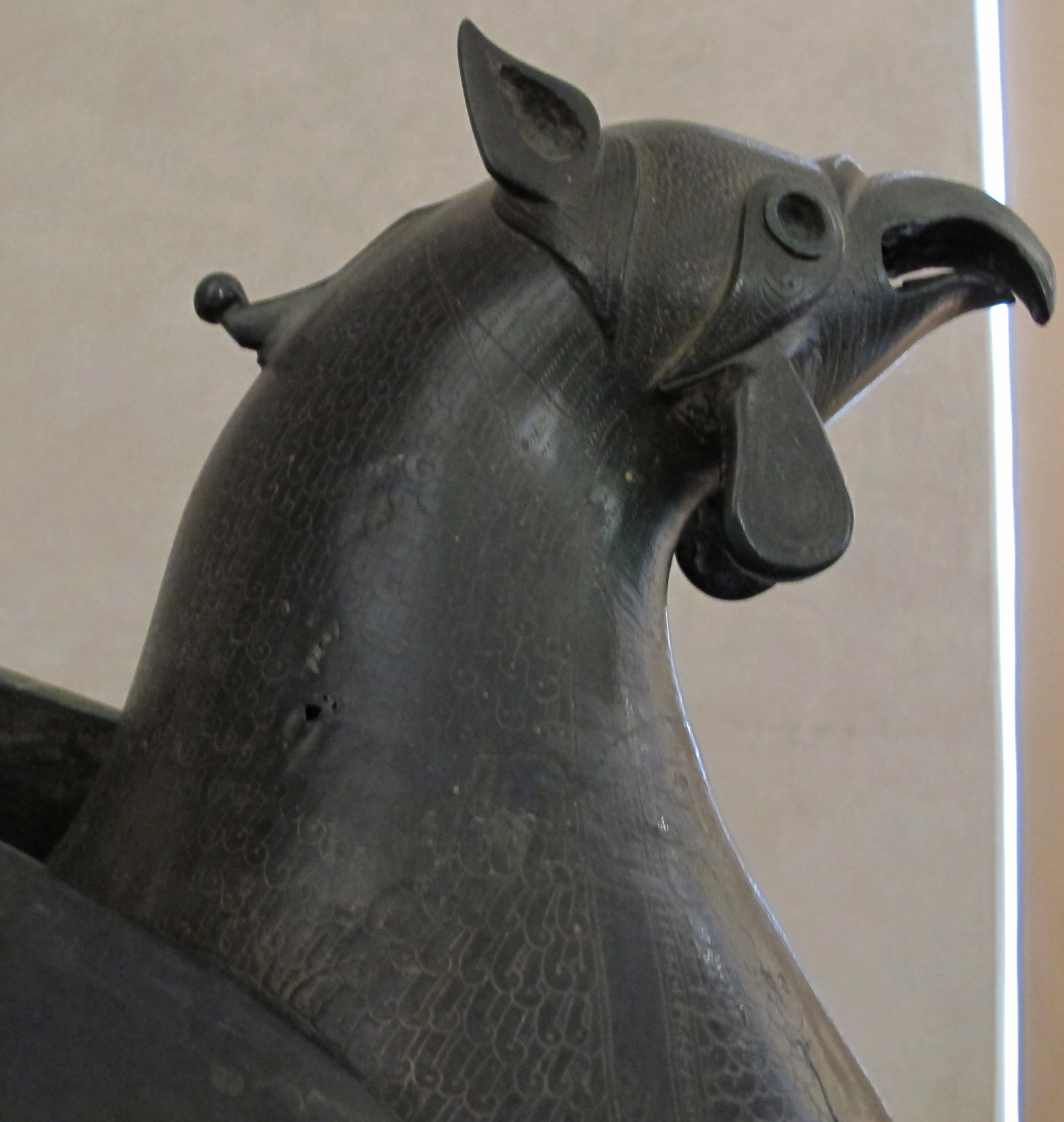
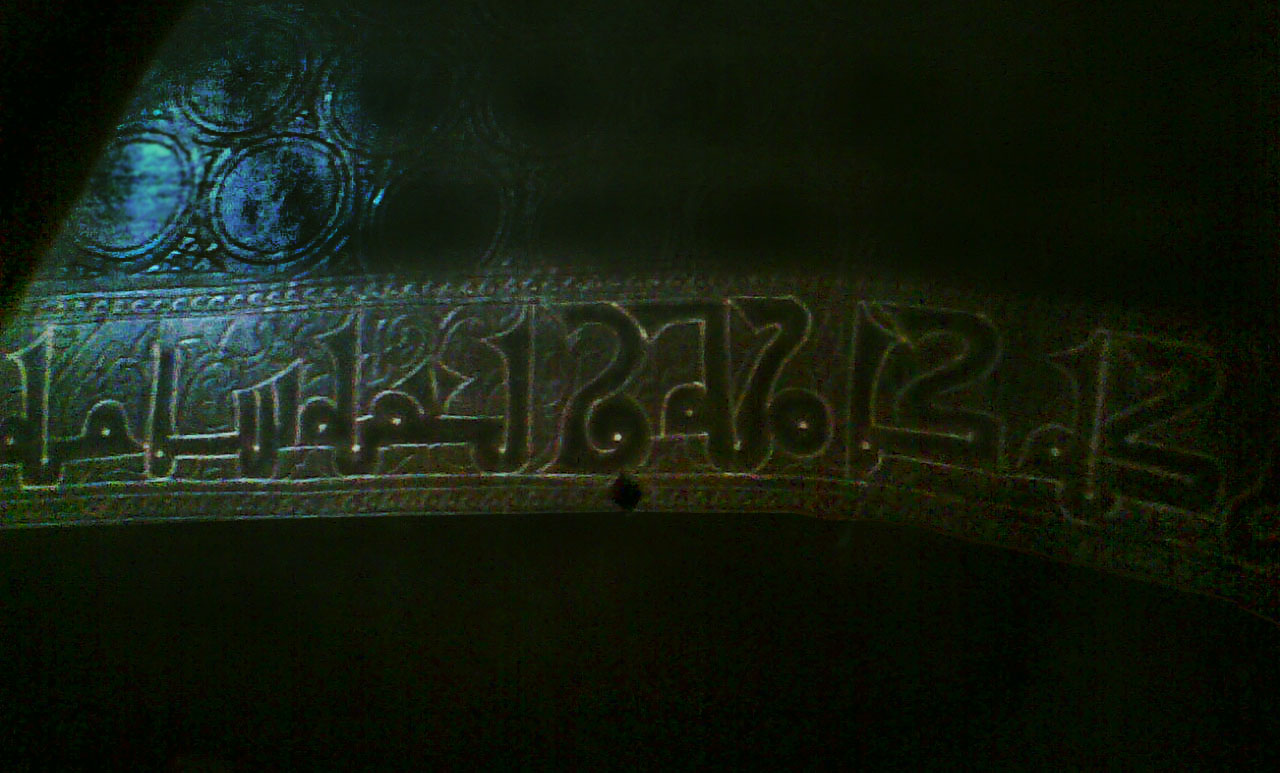
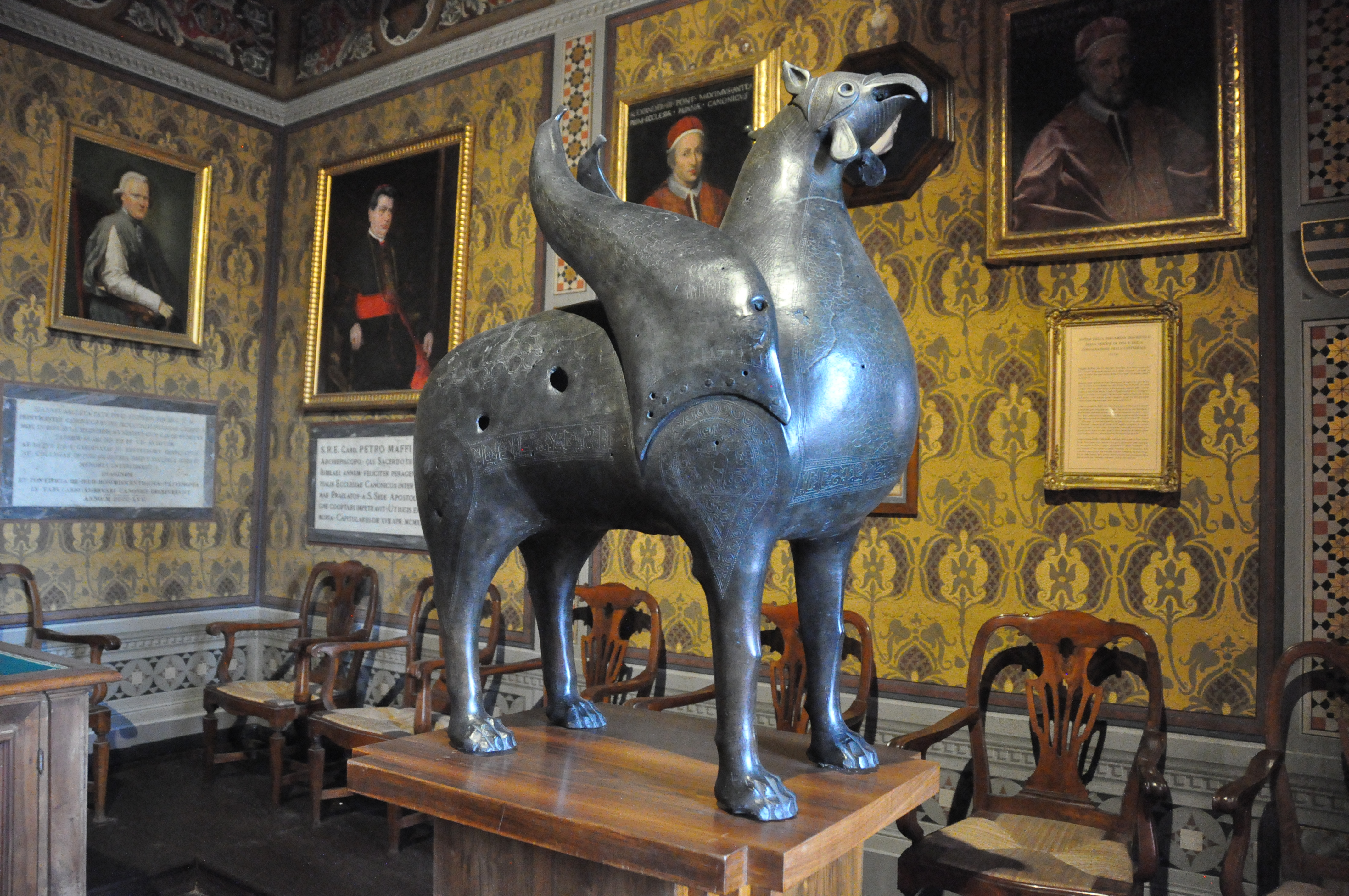
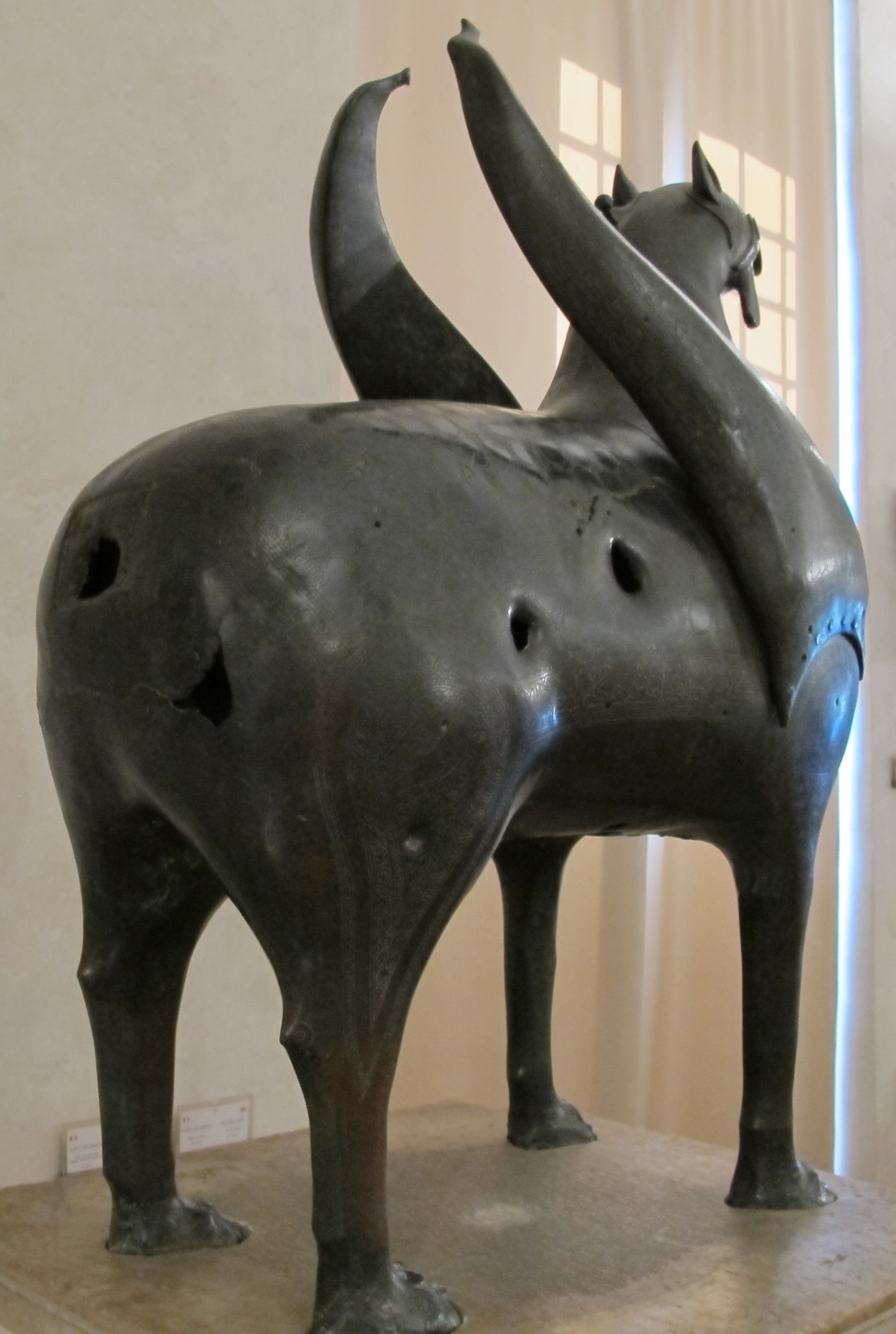